# Parc Nacional de Forlandet
El Parc Nacional de Forlandet es troba a l'arxipèlag noruec de Svalbard. El parc va ser creat per una resolució reial l'1 de juny de 1973, i cobreix la totalitat de l'illa de Prins Karls Forland i el mar que l'envolta. El parc nacional té una superfície de 616 km² i una àrea marina de 4031 km².
Aquesta zona és reconeguda per ser el lloc més septentrional en el qual es troben espècies com pinnípedes i somorgollaires. A la regió hi ha nombroses restes arqueològiques de caçadors i baleners noruecs i russos.
El parc ha estat reconegut com una zona humida d'importància internacional per la designació en virtut del Conveni de Ramsar. També s'ha identificat com una Àrea Important per a la Conservació de les Aus (AICA) de BirdLife International, ja que dona suport a les poblacions reproductores d'oca de galta blanca, èider i somorgollaire alablanc.